# August von Frays

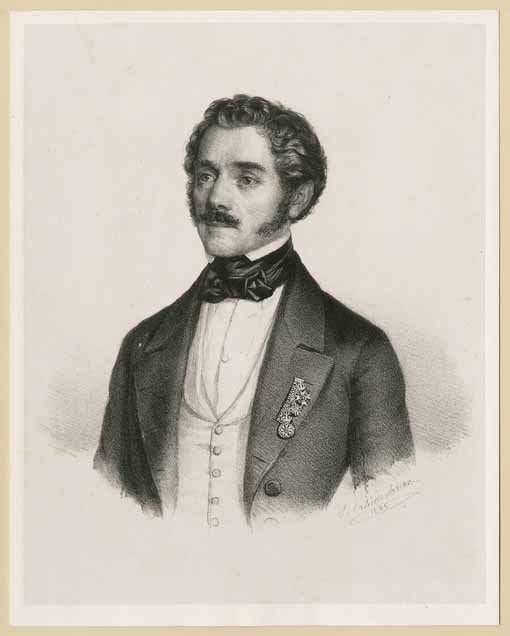
August von Frays

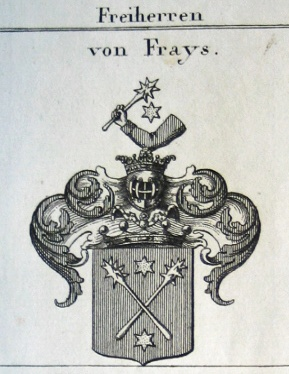
Wappen der Freiherrn von Frays

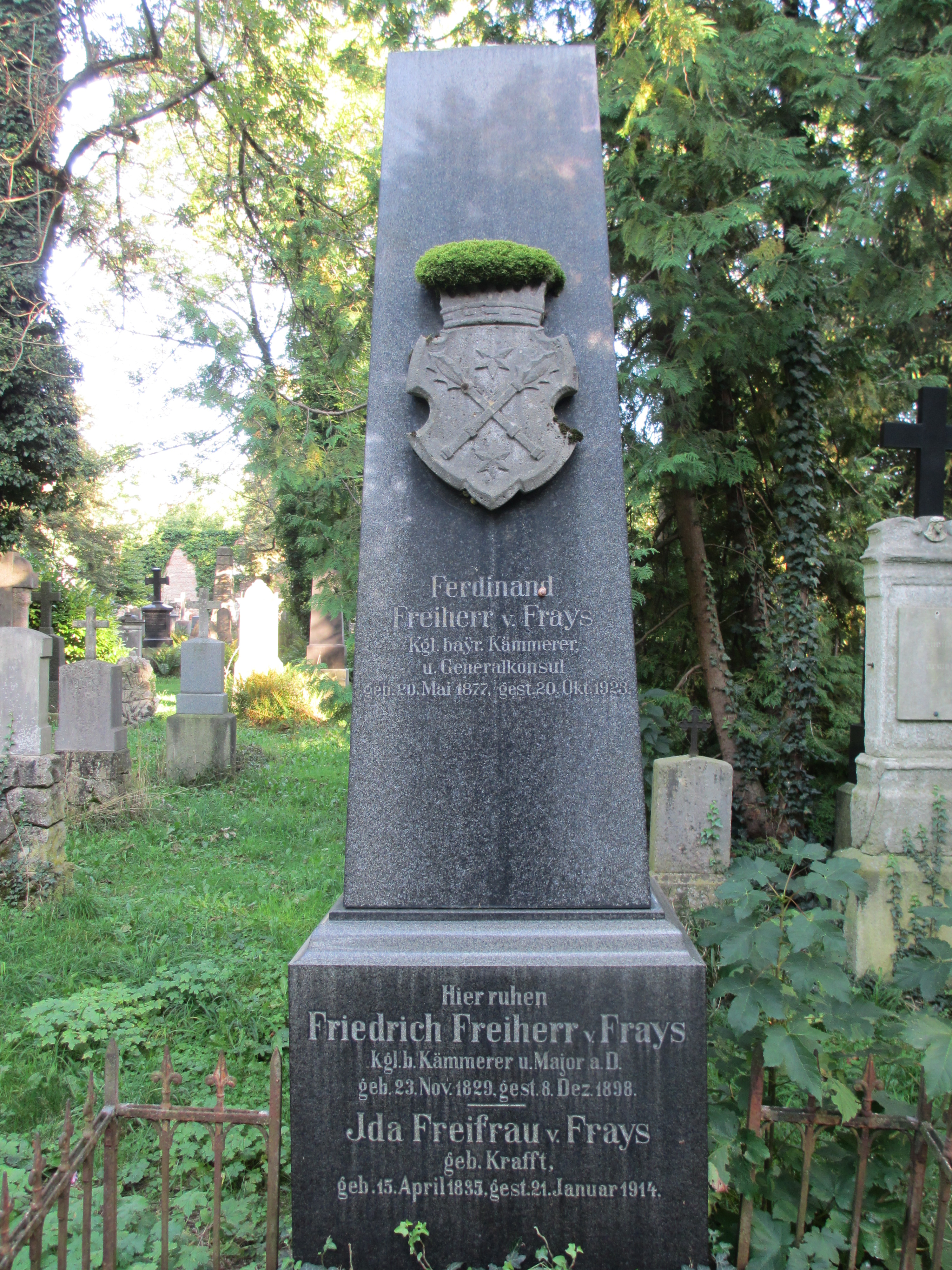
Grab von Christian Frays auf dem Alten Südlichen Friedhof in München

Christian Karl August Frays, ab 1817 Freiherr von Frays, (* 15. April 1790 in Kreuznach, Kurpfalz; † 24. Oktober 1863 in München) war ein bayerischer Generalmajor, Kammerherr und Hoftheater-Intendant.

## Leben
Er wurde im kurpfälzischen Kreuznach geboren als Sohn von Johann Michael Frays, Polizeikommissär und letzter kurpfälzischer Bürgermeister vor der französischen Besetzung der Stadt; später dort französischer Kantonspräsident.
Frays besuchte das Lyzeum im seinerzeit französischen Mainz und trat am 15. Oktober 1806 in die französische Armee ein, der er bis 1815 angehörte und in deren Reihen er 1813, als Leutnant, an der Völkerschlacht bei Leipzig teilnahm. 1815 wechselte er als Hauptmann II. Klasse in die Bayerische Armee.
König Max I. Joseph erhob den Offizier mit Datum vom 25. August 1817 in den erblichen Adels- und Freiherrenstand Bayerns. Außerdem wurde er Kammerjunker und 1828 Kammerherr. Von der Armee trat Frays zeitweise in die Gendarmerie über. Als Gendarmeriehauptmann erhielt er 1831 das Ritterkreuz des Verdienstordens der Bayerischen Krone, 1838 den russischen St.-Annen-Orden III. Klasse und 1839 das silberne Kreuz des griechischen Erlöser-Ordens; 1840 avancierte er zum Major im Infanterieregiment "Pappenheim".
Mit Datum vom 1. Februar 1844 ernannte König Ludwig I. den Frays zum Intendanten des Münchner Hoftheaters. Als Nachfolger des Grafen Eduard von Yrsch bewies er eine glückliche Hand, indem er auf Empfehlung von Franz Lachner, Konrad Max Kunz, den späteren Komponisten der Bayerischen Staatshymne förderte und als Opern-Chordirigent einstellte. Auch wies Frays 1846 die verhängnisvolle Lola Montez ab, welche sich als Tänzerin um ein Engagement bei ihm bewarb. Sie konnte erst durch persönliche Protektion des Königs auftreten und sich dort etablieren, weshalb sie gegen den Theaterchef intrigierte, den man daraufhin zum 1. Januar 1848 durch Johann Nepomuk von Poißl ersetzte. Bei seinem Wechsel zum Theater hatte sich Frays ausdrücklich eine Rückkehr in die Armee vorbehalten. Er tat dies zum Jahresbeginn 1848 und avancierte sogleich zum Oberst im 2. Infanterie-Regiment. Nach Vertreibung von Lola Montez aus Bayern fungierte Frays ab 3. Juli des Jahres erneut als Intendant des Hoftheaters.
1851 gab Frays seinen Theaterposten endgültig auf und kehrte dauerhaft zum Militär zurück. Vom 19. Januar bis zum 19. September 1851 war er Kommandeur des Infanterie-Leib-Regiments, dann wurde er Chef des Armee-Montur-Depots. In dieser Stellung beförderte man Frays 1853 zum Generalmajor und er übernahm die 2. Infanterie-Brigade; am 23. August 1855 trat er mit Pension in den Ruhestand.
Wegen seiner verdienstvollen Tätigkeit als Hoftheater-Intendant bat man den Pensionär nochmals um Übernahme dieser Funktion, welche er vom 1. Februar 1857 bis zum 31. Juli 1860 wieder bekleidete, gleichzeitig wurde er königlicher Zeremonienmeister. Erst nachdem er kränklich geworden war und mehrfach um Entbindung von seinem Amt nachgesucht hatte, wurde diesem Wunsch stattgegeben.
Seit 1851 trug Frays auch das Komturkreuz des Verdienstordens vom Heiligen Michael.
Er war mit Leopoldine, geborene Gräfin von Wiser (1796–1854) verheiratet. Sie war die Tochter des Grafen Karl Theodor von Wiser und seiner Gattin Josepha Franziska von Erthal sowie Inhaberin des St.-Anna-Ordens. Aus der Ehe gingen die drei Söhne Theodor, Ferdinand und Friedrich hervor, die alle ebenfalls bayerische Kammerherren und Offiziere wurden.

## Grabstätte
Die Grabstätte von Frays befindet sich auf dem Alten Südlichen Friedhof in München (Gräberfeld 36 – Reihe 8 – Platz 26/27) Standort.

## Ehrungen
In München ist die Von-Frays-Straße nach ihm benannt. Graf Wilhelm von Wiser stiftete 1855 in der katholischen Kirche seiner Residenz Hirschberg-Leutershausen eine jährliche Heilige Messe für seine Tante Leopoldine von Frays, geborene von Wiser, sowie für deren Eltern.